# هالزنباخ
هالزنباخ (به آلمانی: Halsenbach) یک شهر در آلمان است که در راین-هونسروک واقع شده‌است. هالزنباخ ۱٬۲۶۹ نفر جمعیت دارد.